# Prostheceraeus vittatus
Prostheceraeus vittatusは、プロステケラエウス属に属するヒラムシの一種である。

## 形態
全長50ミリメートル、幅25ミリメートル程度になる。体形は楕円形で、前端は丸く、後端は先細りになる。背腹方向に平たく、縁は波打っている。縁の前端は一対の触葉を形成し、多数の単純な眼を備える。脳の後方にも複数の眼が存在する。口は腹面にあり、網状に分岐した消化管によって体全体に栄養を送る。腹面には吸盤がある。体色は黄白色で、体の正中線と縁に平行に走る黒い縦縞が特徴的である。ウミウシと間違われることがあるが、背面に分節構造や突起がないことで区別できる。

## 分布
北東大西洋温帯域のブリテン諸島西岸、北海、英仏海峡、地中海西部などに分布し、英国、アイルランド、デンマーク、ノルウェー、コルシカ島などから記録がある。潮間帯から深度20メートル程度までの範囲で見られ、岩の割れ目、石や海藻の下、ホヤの群体の間などに潜む。

## 生態
腹面の繊毛を用いて底質上を滑るように移動する。肉食であり、ホヤ等の小型無脊椎動物を捕食する。雌雄同体であり、交尾による体内受精を行う。ゼラチン質に包まれた小さな卵塊を産み、幼体は直接発生により成体と同じ形で産まれる。